# Kota Sugiyama
Kota Sugiyama (杉山 浩太 Sugiyama Kōta?, nacido el 24 de enero de 1985 en Shizuoka, Shizuoka) es un exfutbolista japonés. Jugaba de centrocampista y su último club fue el Shimizu S-Pulse de Japón.

## Trayectoria

### Clubes
| Club            | País  | Año         |
| --------------- | ----- | ----------- |
| Shimizu S-Pulse | Japón | 2003 - 2017 |
| Kashiwa Reysol  | Japón | 2008 - 2009 |

## Estadística de carrera

### J. League
| Club            | Año   | J. League | J. League | Copa J. League | Copa J. League | Total | Total |
| Club            | Año   | Part.     | Goles     | Part.          | Goles          | Part. | Goles |
| --------------- | ----- | --------- | --------- | -------------- | -------------- | ----- | ----- |
| Shimizu S-Pulse | 2003  | 5         | 0         | 0              | 0              | 5     | 0     |
| Shimizu S-Pulse | 2004  | 16        | 2         | 3              | 1              | 19    | 3     |
| Shimizu S-Pulse | 2005  | 14        | 2         | 4              | 0              | 18    | 2     |
| Shimizu S-Pulse | 2006  | 15        | 0         | 3              | 0              | 18    | 0     |
| Shimizu S-Pulse | 2007  | 11        | 0         | 5              | 1              | 16    | 1     |
| Kashiwa Reysol  | 2008  | 12        | 1         | 2              | 0              | 14    | 1     |
| Kashiwa Reysol  | 2009  | 22        | 1         | 2              | 0              | 24    | 1     |
| Shimizu S-Pulse | 2010  | 0         | 0         | 1              | 0              | 1     | 0     |
| Shimizu S-Pulse | 2011  | 10        | 0         | 2              | 0              | 12    | 0     |
| Shimizu S-Pulse | 2012  | 20        | 0         | 7              | 1              | 27    | 1     |
| Shimizu S-Pulse | 2013  | 30        | 1         | 2              | 0              | 32    | 1     |
| Shimizu S-Pulse | 2014  | 16        | 1         | 4              | 0              | 20    | 1     |
| Shimizu S-Pulse | 2015  | 9         | 0         | 3              | 0              | 12    | 0     |
| Shimizu S-Pulse | 2016  | 2         | 0         | -              | -              | 2     | 0     |
| Shimizu S-Pulse | 2017  | 1         | 0         | 5              | 0              | 6     | 0     |
| Total           | Total | 183       | 8         | 43             | 3              | 226   | 11    |